# (101777) Robhoskins
(101777) Robhoskins est un astéroïde de la ceinture principale.

## Description
(101777) Robhoskins est un astéroïde de la ceinture principale. Il fut découvert le 13 avril 1999 à Baton Rouge par Walter R. Cooney, Jr. et M. Howard. Il présente une orbite caractérisée par un demi-grand axe de 2,69 UA, une excentricité de 0,11 et une inclinaison de 11,7° par rapport à l'écliptique.